# Carnevale di Barranquilla
Il Carnevale di Barranquilla è, dopo il Carnevale di Rio de Janeiro, il secondo carnevale più importante dell'America Latina. Ha una tradizione di oltre cento anni e si svolge nell'omonima città colombiana.

## Caratteristiche
Si celebra durante i quattro giorni dal sabato al martedì prima del Mercoledì delle ceneri. La stagione del carnevale comincia il secondo sabato di gennaio, quando si inaugura ufficialmente mediante la realizzazione di feste pubbliche o sagre (Verbenas).
I carnevali di Barranquilla si celebrano durante la seconda settimane di febbraio. Questo carnevale è un evento culturale nel quale si esprimono e si rappresentano tutte le varietà culturali della costa caraibica colombiana.
Questa festa, per la sua grande varietà e ricchezza culturale si è guadagnata una doppia designazione, quella di Patrimonio della Nazione in dichiarazione conferita dal Congresso nazionale della Colombia, il 26 novembre 2001, e quella di Patrimonio dell'umanità (Patrimonio oral e intangible de la humanidad) conferita dall'UNESCO a Parigi, il 7 novembre 2003.

## Collegamenti esterni

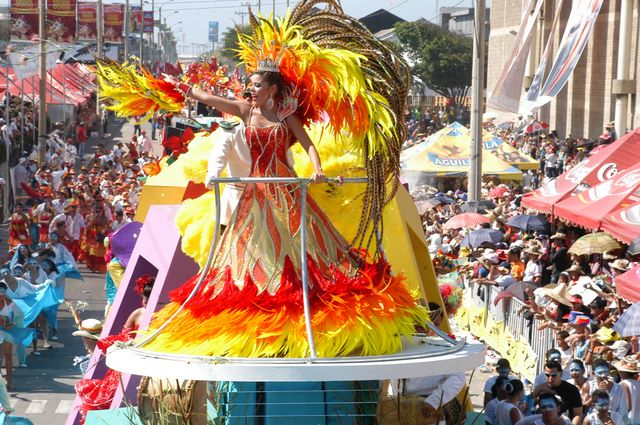
Carro con la regina del carnevale
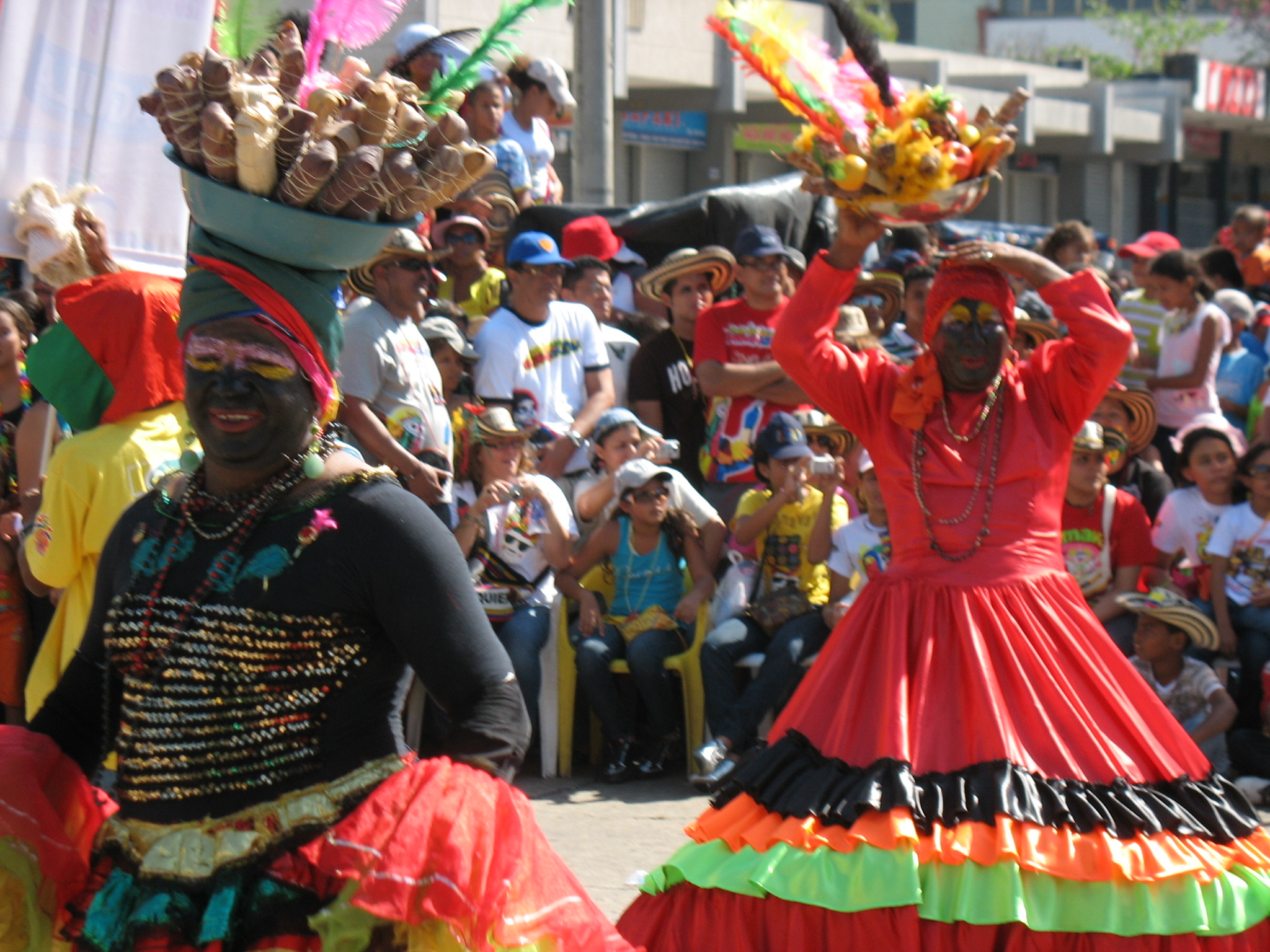
Venditori di bollo
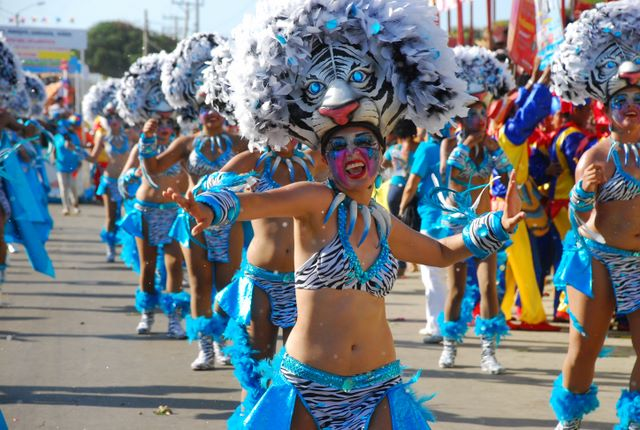
Sfilate dei danzatrici